# Sokol'niki (Novomoskovsk)
Sokol'niki in russo Сокольники? era una città della Russia nell'oblast' di Tula, fondata nel 1958 e poi nel 2008 annessa alla località di Novomoskovsk, come rajon.